# عمون
عمون (زبان عربی: عمّون,&nbsp;translit.: ʻAmmūn) یکی از پادشاهی‌های سامی‌ها در عصر برنز بود که در خاور رود اردن قرار داشت. قلمرو عمون در میان رودهای ارنون (وادی موجب) و یَبوق (رود زرقا)، در اردن امروزی، قرار داشت.
شهر اصلی قلمرو عمون، ربّه عمّون نام داشت که محل آن همان محل شهر امان، پایتخت امروزی کشور اردن است.